# Jorge Duque
Jorge Duque Vélez (Manizales; 1974) es un diseñador de moda colombiano que en el 2010 fue el ganador de la primera temporada de Project Runway Latin America trasmitida por el canal de televisión Fashion TV Latin America.

## Biografía
Nació en Manizales en 1974, pero creció en Envigado desde 1975. Posteriormente, vivió en Medellín.

### Carrera
Jorge Duque es profesional en Fisioterapia, oficio que ya no ejerce ya que se dedica a tiempo completo a la moda. Tiene un taller llamado DUQUEVELEZ y se ha especializado en vestidos de noche, cocktail y vestidos de novias.
En el 2010 se unió al reality show latinoamericano Project Runway Latin America del cual salió como ganador.
En el 2013 es invitado nuevamente al reality, pero esta vez para participar como mentor en la tercera temporada.